# Erté (cràter)

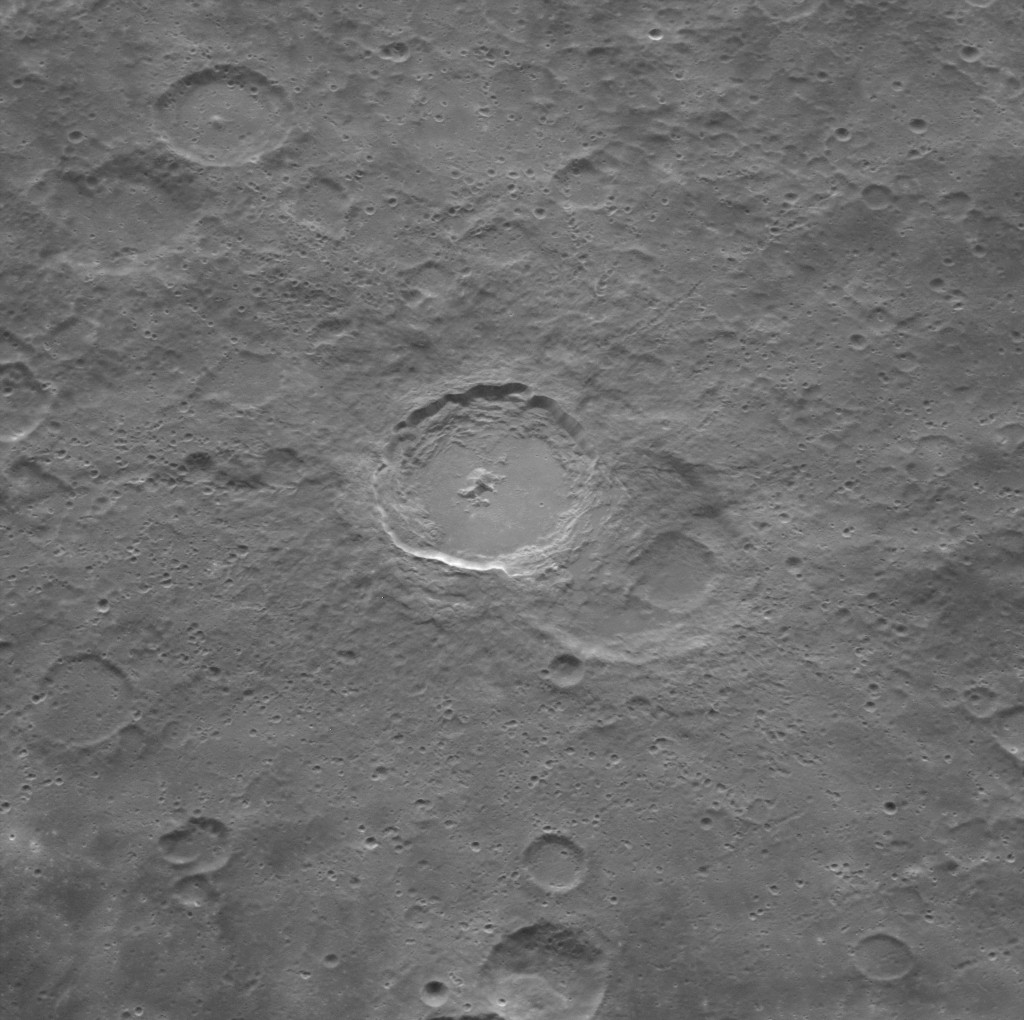
Fotografia del cràter Erté realitzat per la sonda Messenger.

Erté és un cràter d'impacte en el planeta Mercuri de 48,5 km de diàmetre. Porta el nom del pintor rus nacionalitzat francès Romain de Tritoff «Erté» (1892-1990), i el seu nom va ser aprovat per la Unió Astronòmica Internacional el 2013.